# Esrom
Esrom es un queso danés con indicación geográfica protegida a nivel europeo. Es un queso también conocido como el «Port-Salut danés». Es tipo trapense. Su nombre deriva del monasterio de Esrom donde se produjo hasta 1559. El proceso para elaborar esrom fue redescubierto en 1951.

## Elaboración
Se envejece lentamente durante 10-12 semanas, y luego añejado en moldes rectangulares. Presenta una corteza marrón amarillenta y cerosa. 

## Características
Es un queso semisuave elaborado con leche de vaca. El color de la pasta es amarillo claro. Es un queso poroso, con muchos pequeños agujeros en su pasta. La textura resulta ligeramente elástica y mantecosa. Se corta fácilmente en lonchas. Tiene un aroma acre y un sabor pleno y dulce, más fuerte conforme va madurando. 
Normalmente se usa como queso de mesa o para fundir. También es bueno en guisos o sándwiches. Resulta similar al havarti o Saint Paulin. Debido a su gusto tan marcado, marida bien con cervezas oscuras y vinos tintos.